# Fougères-sur-Bièvre
Pour les articles homonymes, voir Fougères.
Fougères-sur-Bièvre est une commune historique du Loir-et-Cher (région Centre-Val de Loire), devenue commune déléguée depuis le 1er janvier 2019 et la fusion administrative avec les communes voisines de Contres, Feings, Ouchamps et Thenay pour créer la commune nouvelle du Controis-en-Sologne.

## Géographie

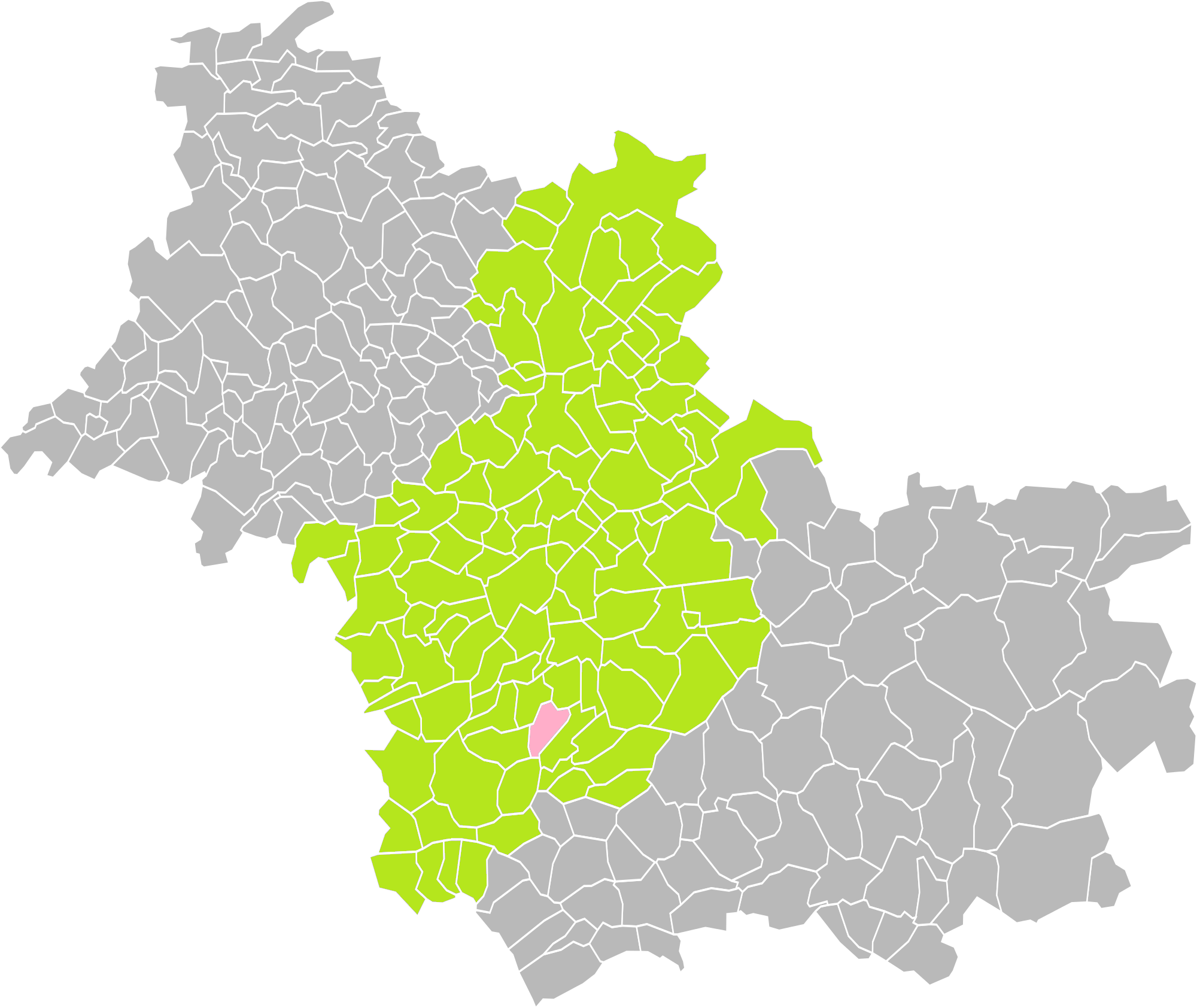
Localisation de la Commune de Fougères-sur-Bièvre dans l'arrondissement de Blois (Loir-et-Cher)

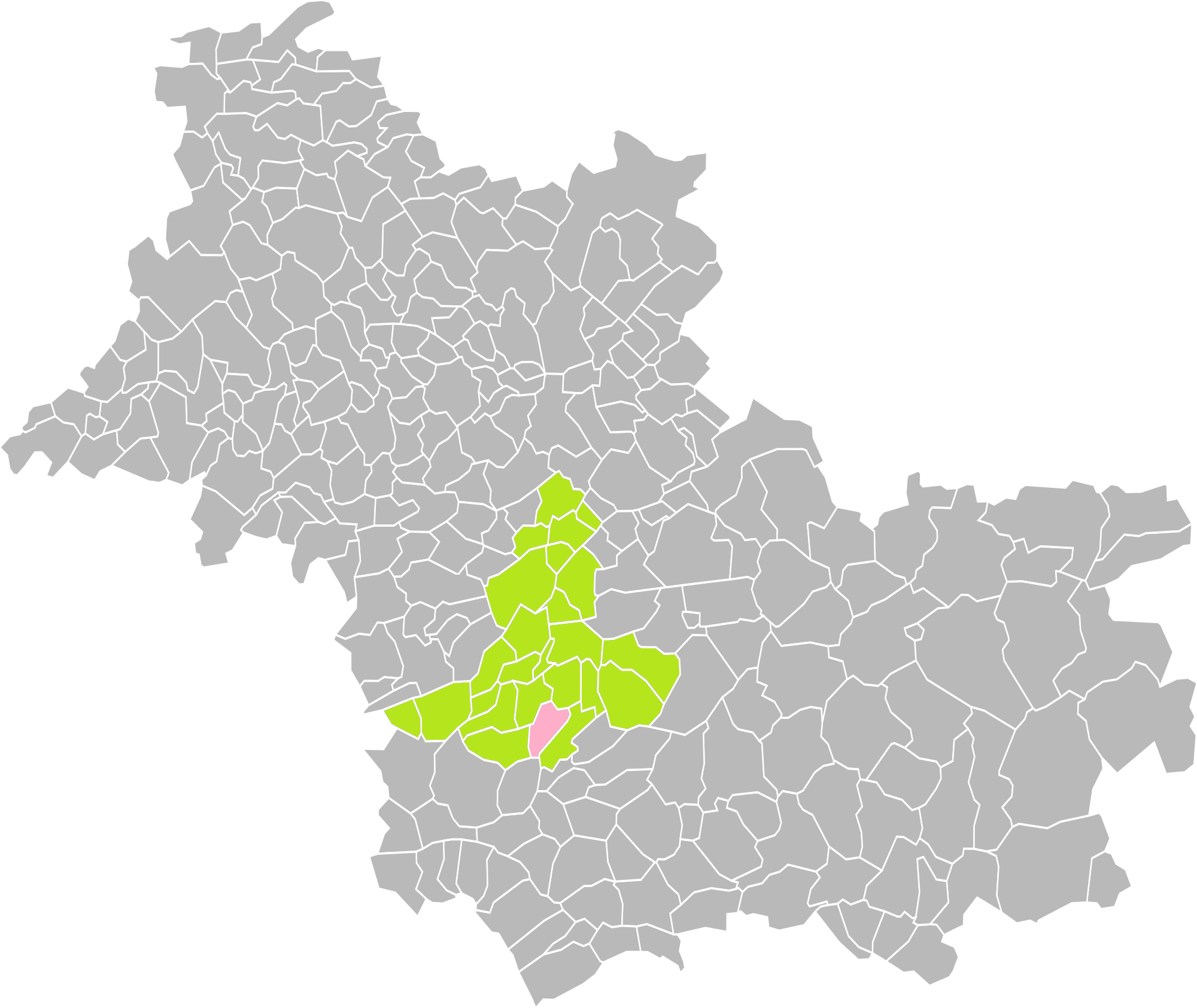
Localisation de la Commune de Fougères-sur-Bièvre dans les Cantons de Blois (I-II-III) et Vineuil (Loir-et-Cher)

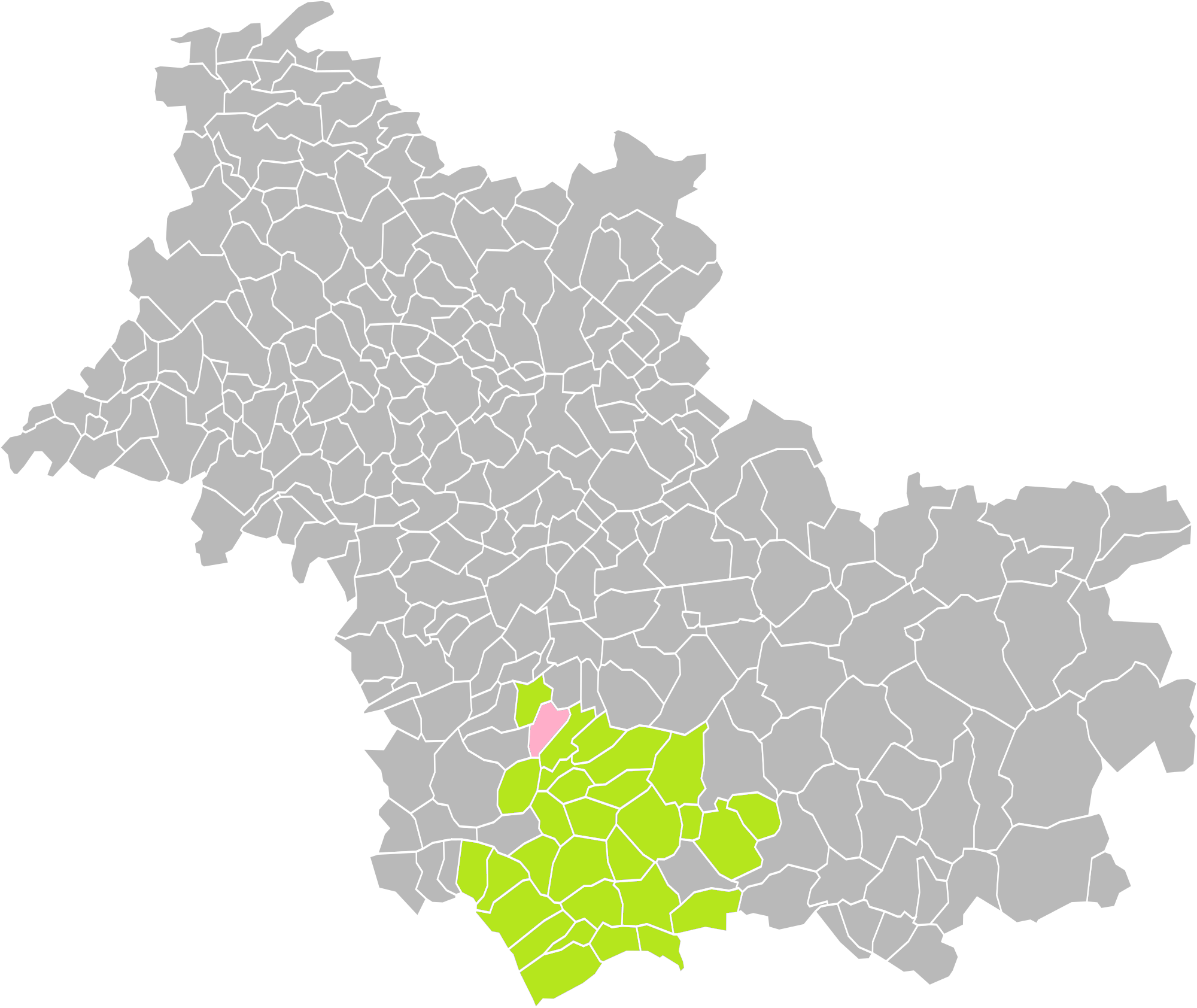
Localisation de la Commune de Fougères-sur-Bièvre dans la Communauté de communes Val de Cher - Controis (Loir-et-Cher)

## Toponymie
C'est à la fin du XIXe siècle que la commune de Fougères adopta, pour se différencier son homonyme en Bretagne, le nom unique de Fougères-sur-Bièvre, en vertu du décret du 2 février 1881.

## Histoire
La seigneurie de Fougères est mentionnée dès l'année 1030. Son château est détruit par les Anglais entre 1350 et 1360, lors de la guerre de Cent Ans. Il sera reconstruit en plusieurs étapes à partir de 1465.
En souvenir du Moyen-Age
En 1030, la seigneurie de Fougères appartient à un vassal du comte de Blois. Pendant la guerre de Cent ans, le château tombe aux mains des Anglais qui, vaincus, l'abandonnent  en 1429 en ruine.
En 1470, Pierre de Refuge, ancien conseiller du prince Charles d'Orléans et trésorier du roi Louis XI, fait du château une véritable forteresse.
Un habillage Renaissance
Vers 1510-1520, Jean de Villebresme, petit-fils de Pierre de Refuge, modifie le château par un apport d'éléments de style Renaissance.
Aux siècles suivants, le bâtiment perd un peu de son allure militaire; les ouvertures sont agrandies, les douves comblées, le pont-levis supprimé.
En 1789, le château est acquis par René Lambot, propriétaire du château voisin de Boissay, qui y installe une filature de 1812 à 1901.
Classé monument historique en 1912, il devient la propriété de l'État en 1932.
Le château offre une image d'un petit château fort du Moyen Âge, se distinguant des grands châteaux de la Loire par l'absence d'ostentation, malgré les embellissements apportés à la Renaissance.
Une forteresse du Blésois
Le château a conservé ses dispositions militaires et sa distribution intérieure de la fin du XVe siècle. D'une architecture sobre et puissante, il est l'illustration de l'art de bâtir dans la région tant par le choix des matériaux que par leur mise en œuvre. Les murs sont faits de moellons de calcaire dur de Beauce, tandis qu'une pierre plus tendre et blanche, le tuffeau des bords du Cher, est employée pour les parties moulurées ou sculptées.

### Après la Révolution
De 1919 à 1934, Fougères-sur-Bièvre était desservie par une ligne de tramway électrique du Loir-et-Cher reliant Les Montils à Selles-sur-Cher. Sa station se trouvait alors entre celles d'Ouchamps et de Feings.

### Époque contemporaine
Le 1er janvier 2019, la commune fusionne avec Contres, Feings, Ouchamps et Thenay pour former la commune nouvelle du Controis-en-Sologne dont la création est actée par un arrêté préfectoral du 26 novembre 2018.

## Politique et administration

### Liste des maires
| Période                                  | Période       | Identité         | Étiquette | Qualité     |
| ---------------------------------------- | ------------- | ---------------- | --------- | ----------- |
| Les données manquantes sont à compléter. |               |                  |           |             |
| 1989                                     | juin 1995     | Gilbert Delaille |           | viticulteur |
| juin 1995                                | mars 2014     | François Coulon  |           | Médecin     |
| mars 2014                                | décembre 2018 | Éric Martellière | SE        |             |

Depuis 2019 et la création du Controis-en-Sologne, le maire élu à Fougères-sur-Bièvre est maire délégué au maire de la commune nouvelle.
| Période      | Période  | Identité         | Étiquette | Qualité |
| ------------ | -------- | ---------------- | --------- | ------- |
| janvier 2019 | en cours | Éric Martellière | SE        |         |

## Démographie

### Évolution démographique
L'évolution du nombre d'habitants est connue à travers les recensements de la population effectués dans la commune depuis 1793. Pour les communes de moins de 10 000 habitants, une enquête de recensement portant sur toute la population est réalisée tous les cinq ans, les populations de référence des années intermédiaires étant quant à elles estimées par interpolation ou extrapolation. Pour la commune, le premier recensement exhaustif entrant dans le cadre du nouveau dispositif a été réalisé en 2007.

En 2016, la commune comptait 815 habitants, en évolution de +1,75 % par rapport à 2010 (Loir-et-Cher : −1,15 %, France hors Mayotte : +2,11 %).
| 1793 | 1800 | 1806 | 1821 | 1831 | 1836 | 1841 | 1846 | 1851 |
| ---- | ---- | ---- | ---- | ---- | ---- | ---- | ---- | ---- |
| 373  | 399  | 494  | 521  | 506  | 543  | 604  | 580  | 609  |

| 1856 | 1861 | 1866 | 1872 | 1876 | 1881 | 1886 | 1891 | 1896 |
| ---- | ---- | ---- | ---- | ---- | ---- | ---- | ---- | ---- |
| 616  | 666  | 721  | 788  | 781  | 763  | 753  | 790  | 747  |

| 1901 | 1906 | 1911 | 1921 | 1926 | 1931 | 1936 | 1946 | 1954 |
| ---- | ---- | ---- | ---- | ---- | ---- | ---- | ---- | ---- |
| 766  | 698  | 648  | 672  | 608  | 581  | 591  | 573  | 564  |

| 1962 | 1968 | 1975 | 1982 | 1990 | 1999 | 2006 | 2007 | 2012 |
| ---- | ---- | ---- | ---- | ---- | ---- | ---- | ---- | ---- |
| 591  | 553  | 598  | 638  | 648  | 653  | 750  | 763  | 814  |

| 2016 | - | - | - | - | - | - | - | - |
| ---- | - | - | - | - | - | - | - | - |
| 815  | - | - | - | - | - | - | - | - |

### Pyramide des âges
La population de la commune est relativement âgée. Le taux de personnes d'un âge supérieur à 60 ans (22,5 %) est en effet supérieur au taux national (21,6 %) tout en étant toutefois inférieur au taux départemental (26,3 %).
À l'instar des répartitions nationale et départementale, la population féminine de la commune est supérieure à la population masculine. Le taux (52,3 %) est du même ordre de grandeur que le taux national (51,6 %).
La répartition de la population de la commune par tranches d'âge est, en 2007, la suivante :
- 47,7 % d’hommes (0 à 14 ans = 22,5 %, 15 à 29 ans = 11 %, 30 à 44 ans = 23,6 %, 45 à 59 ans = 21,2 %, plus de 60 ans = 21,6 %) ;
- 52,3 % de femmes (0 à 14 ans = 21,1 %, 15 à 29 ans = 17 %, 30 à 44 ans = 20,6 %, 45 à 59 ans = 18 %, plus de 60 ans = 23,4 %).

| Hommes | Classe d’âge | Femmes |
| ------ | ------------ | ------ |
| 0,5    | 90 ans ou +  | 1,3    |
| 7,4    | 75 à 89 ans  | 7,8    |
| 13,7   | 60 à 74 ans  | 14,3   |
| 21,2   | 45 à 59 ans  | 18,0   |
| 23,6   | 30 à 44 ans  | 20,6   |
| 11,0   | 15 à 29 ans  | 17,0   |
| 22,5   | 0 à 14 ans   | 21,1   |

| Hommes | Classe d’âge | Femmes |
| ------ | ------------ | ------ |
| 0,6    | 90 ans ou +  | 1,6    |
| 8,3    | 75 à 89 ans  | 11,5   |
| 14,8   | 60 à 74 ans  | 15,7   |
| 21,4   | 45 à 59 ans  | 20,6   |
| 20,3   | 30 à 44 ans  | 19,2   |
| 16,2   | 15 à 29 ans  | 14,7   |
| 18,5   | 0 à 14 ans   | 16,7   |

## Lieux et monuments

### Château

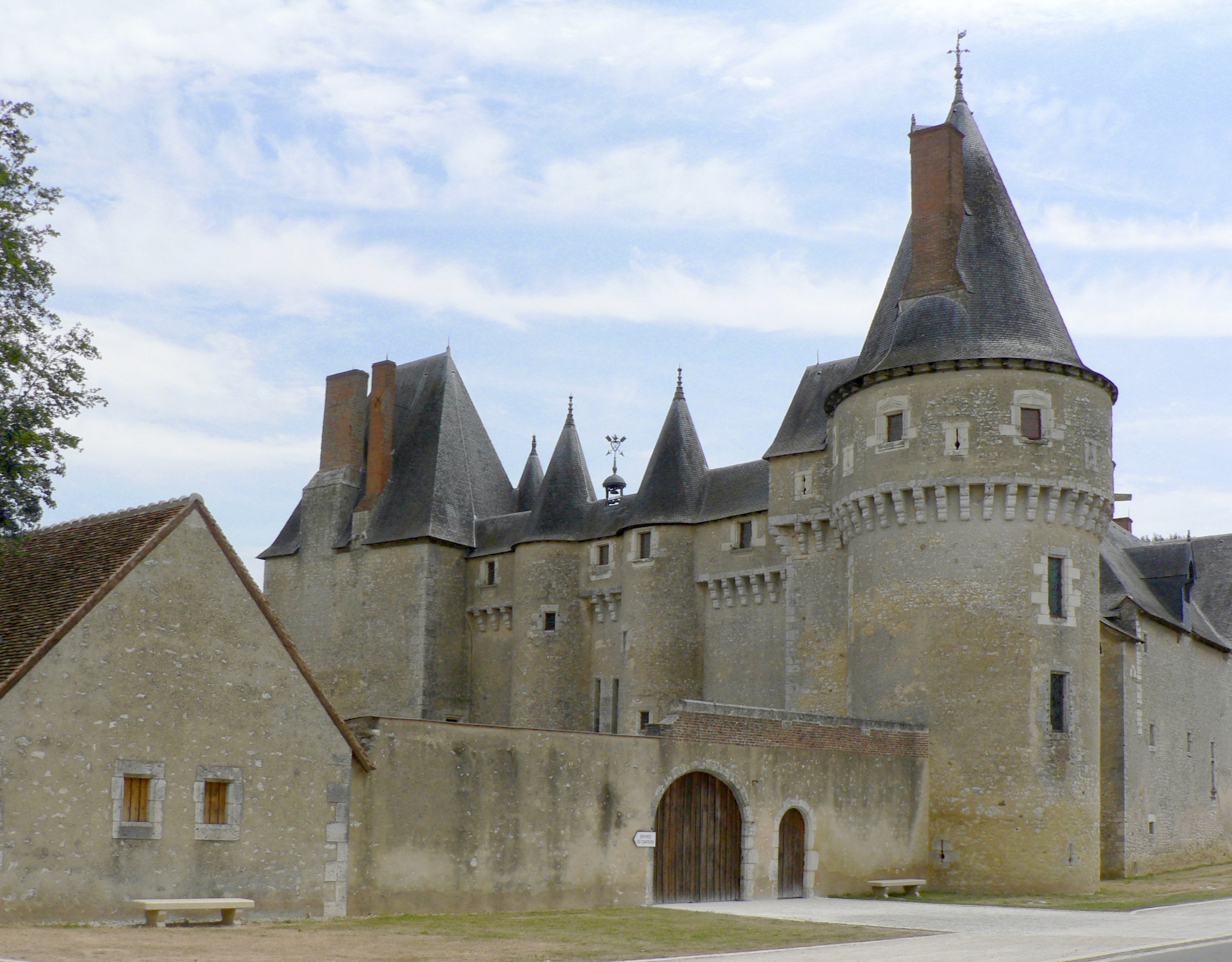
Le château (XV^{e}).

Le château de Fougères-sur-Bièvre a été entièrement reconstruit à la fin du XVe siècle, seul le gros donjon carré étant conservé. Les premiers travaux lui redonnent son aspect militaire (fossés, canonnières, chemin de ronde, etc.) mais, par la suite, apparaissent des raffinements plus Renaissance tels qu'une galerie sous arcade, des fenêtres à meneaux, et une toiture ardoises aux pentes complexes. Pendant tout le XIXe siècle, une filature est installée dans la chapelle. Le château est racheté et restauré par l'État dans les années 1930.
Le château de Fougères-sur-Bièvre entretient des liens historiques et symboliques avec la légende de Mélusine : Eudes de Déol, descendant des seigneurs de Fougères, s’unit en 1212 à Agnès de Lusignan dont
la famille prétendait avoir pour ancêtre la célèbre fée. Le serpent-dragon ailé, qui figure sur le blason de la famille de Villebresme, propriétaire du château pendant deux siècles, toujours présent dans le jardin du château sous forme de girouette, est directement associée dans l’iconographie médiévale à Mélusine après sa métamorphose.
Mélusine, devenue dame blanche et hantant le château de ses descendants, évoque directement la légende de la Dame Blanche de Fougères ; cette châtelaine demeura emprisonnée dans le donjon pendant des années, victime de la jalousie de son époux. Son fantôme tourmenté hanterait encore les lieux.

### Église

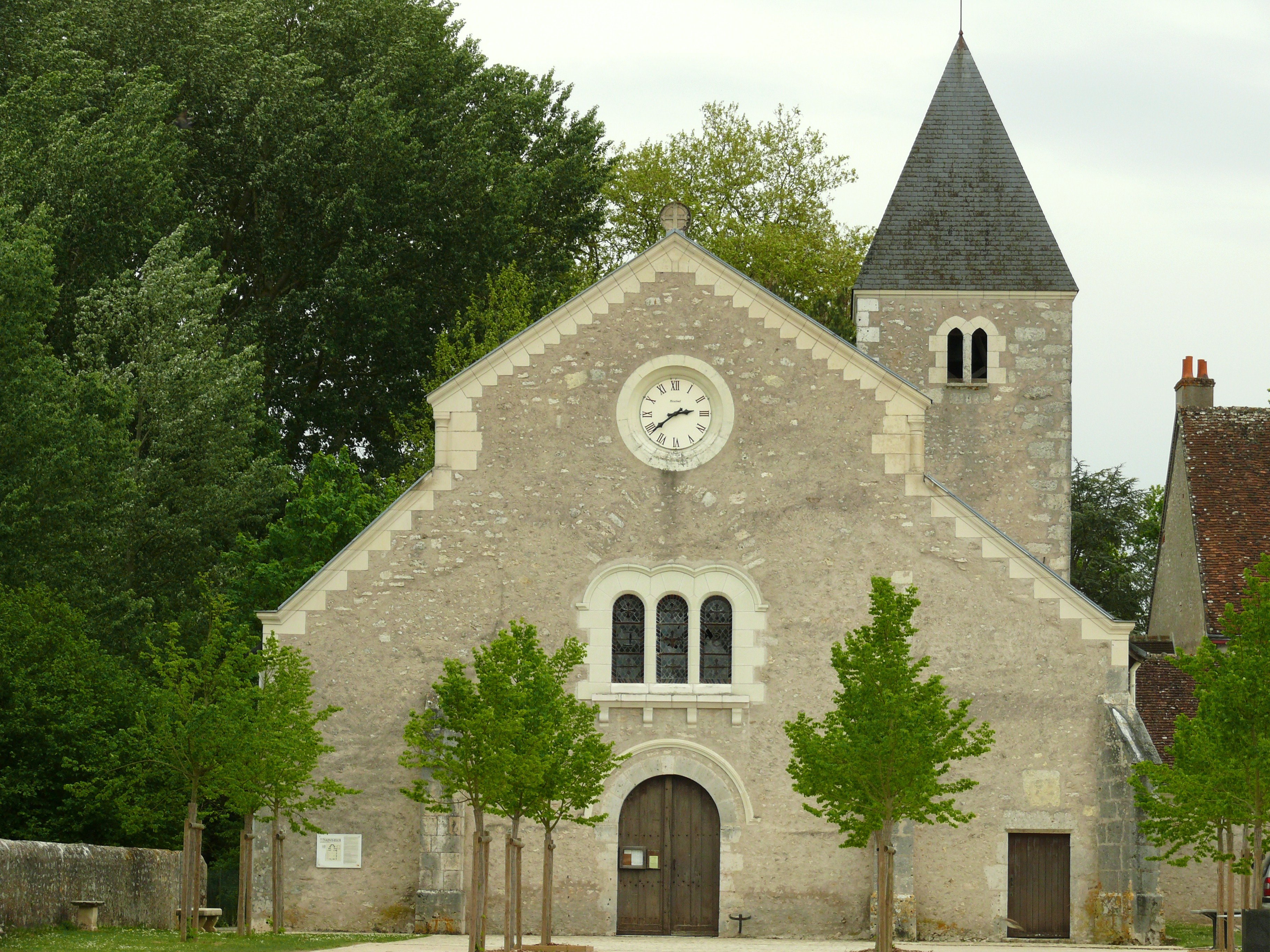
Église Saint-Éloi.

L'église Saint-Éloi est ancienne : La première mention de l'église - ecclesia de Fulgeriis - date de 1143. Avant la Révolution, l'église dépendait de l'abbaye de Pontlevoy. L'église est dédiée à saint Éloi.
La plus ancienne partie est une porte, actuellement murée, située dans l'avant-chœur. Elle pourrait dater du XIe siècle. Le chœur semi-circulaire avec sa voûte en cul-de-four, doit dater du XIe siècle. On attribue le clocher, la chapelle nord et le collatéral sud sont probablement dus à Jean de Villebresme, seigneur de Fougères au XVIe siècle. La construction de la sacristie doit dater du XVIIe ou XVIIIe siècle. Le collatéral nord a été construit en 1830-1831. La porte principale actuelle a été entreprise en 1856, après une campagne de restauration de l'église. L'église a été restaurée en 1970.

## Personnalités liées à la commune
Le chanoine Georges Leduc, né le 13 juillet 1893 à Rouen est mort le 17 janvier 1984 à la maison Charles de Blois. Il est inhumé le 20 janvier 1984 dans le cimetière de Fougères-sur-Bièvre. Licencié en histoire et géographie, il enseigna à l'université Yale aux États-Unis. Il refusa un poste de direction à la Société générale et devint séminariste au grand séminaire de Blois puis curé de Fougères-sur-Bièvre de 1928 à 1971. La municipalité lui rendit hommage en nommant la place de l'église « place Georges-Leduc » avec la mention « curé de Fougères sur Bièvre de 1928 à 1971 ».Sa famille vient des grands peintres Guillaume Gabriel BOUTON 1730-1782 et Joseph Marie BOUTON 1768-1823
Le peintre et aquarelliste Gustave Quenioux est né à Fougères sur Bièvre le 16 août 1865 d'un père maréchal ferrant et d'une mère  couturière. Élève de Gustave Moreau et d'Élie Delaunay à l'École des Beaux-Arts de Paris, il remporte une médaille dans la section Anatomie Peinture en 1890-1891. Il peint les paysages de la Côte d'Azur, de la côte basque, de la Gironde et du Maroc. Il meurt le 11 août 1949 à Bordeaux à l'âge de 83 ans.